# قلعه و چهار برج گلپایگان
قلعه و چهار برج گلپایگان مربوط به دوره قاجار است و در شهرستان لنجان، بخش باغ بهادران، خیابان ابوذر غفاری، گردنه وشمند جان، کوی شهید کاوه واقع شده و این اثر در تاریخ ۲۶ اسفند ۱۳۸۷ با شمارهٔ ثبت ۲۶۱۸۰ به‌عنوان یکی از آثار ملی ایران به ثبت رسیده‌است.